# Concerning the Entrance into Eternity
Concerning the Entrance into Eternity — студийный альбом американского режиссёра Джима Джармуша и голландского минималистского композитора Йозефа ван Виссема, изданный 28 февраля 2012 года.

## Об альбоме
Джим Джармуш услышал музыку Йозефа ван Виссема (ван Виссем лютнист) в начале 2010-х годов и его сразу же привлекло сочетание минимализма, авангарда и традиционных элементов. 
Позже Джим и Йозеф встретились на улице и композитор дал Джармушу одну из своих записей, чем немало заинтриговал режиссёра. 
В 2011 году он записал партии электрогитары для альбома лютниста The Joy That Never Ends, а в начале 2012 было объявлено о полноценном сотрудничестве композитора и режиссёра. 
3 февраля Джармуш и ван Виссем дали два эксклюзивных выступления в Бруклине (Нью-Йорк), а 28-го независимый лейбл Important Records выпустил дебютную пластинку дуэта, с экзистенциальным названием Concerning the Entrance into Eternity.
Музыкальные критики, в целом, встретили альбом благосклонно. Обозреватель журнала Uncut Джон Малви написал о нём как о красивой записи, которая своим акустически-электрическим тоном напоминает саундтрек Нила Янга к притче Джармуша «Мертвец». 
Рецензент сетевого издания Pitchfork Марк Мастерс отметил атмосферность альбома независимого режиссёра и самопровозглашённого «освободителя лютни» и предположил, что Concerning the Entrance into Eternity был записан порознь двумя близнецами.

## Список композиций
| №  | Название                                                             | Длительность |
| -- | -------------------------------------------------------------------- | ------------ |
| 1. | «Apokatastasis (Restoration)»                                        | 10:39        |
| 2. | «Concerning the Entrance Into Eternity»                              | 7:15         |
| 3. | «Continuation of the Last Judgement»                                 | 9:56         |
| 4. | «The Sun of the Natural World Is Pure Fire»                          | 9:17         |
| 5. | «He Is Hanging by His Shiny Arms, His Heart an Open Would with Love» | 4:02         |